# Phil Masinga
Philemon Masinga, dit « Phil » Masinga, est un footballeur sud-africain né le 28 juin 1969 à Klerksdorp et mort le 13 janvier 2019 à Parktown, Johannesbourg.

## Carrière

### En club
Attaquant, il a joué dans plusieurs clubs sud-africains notamment le Jomo Cosmos et le Mamelodi Sundowns avant de rejoindre le championnat anglais à Leeds United.

Il a joué en première league anglaise pendant 2 ans, ensuite il a évolué en Suisse avec le FC Saint-Gall puis en Italie à Salernitana, avant de passer 4 ans à Bari.

### En sélection
Masinga fait ses débuts en sélection le 11 juillet 1992 face au Cameroun (1-1) lors du premier match international de l'Afrique du Sud après sa suspension en raison de l'apartheid. Il inscrit son premier but international lors de cette rencontre. Un mois et demi plus tard, il devient le premier sud-africain expulsé lors d'un match international, face à la Zambie en éliminatoires de la CAN 1994.
En 1996, Masinga fait partie des Bafanas Bafanas qui remportent la Coupe d'Afrique des nations à domicile. Il inscrit le premier but de la compétition, lors du match d'ouverture.
En 1997, Masinga inscrit le but décisif face au Congo qui qualifie les Bafana Bafana pour la coupe du monde 1998 en France.
En 1998, il dispute la finale de la CAN face à l'Égypte (0-2). Il participe ensuite à la coupe du monde (élimination au premier tour).
Il n'est pas retenu pour disputer la CAN 2000 et met fin à sa carrière internationale après un dernier match amical face à la Suède le 15 août 2001.
Au total il a inscrit 18 buts pour les Bafanas Bafanas lors de ses 58 sélections entre 1992 et 2001.

### Décès
Malade depuis de longues années, Masinga est décédé le 13 janvier 2019, à l'âge de 49 ans. Il était alors hospitalisé depuis plus d'un mois. La fédération sud-africaine, ainsi que son ex-club de Leeds ont rapidement réagi sur les réseaux sociaux et ont rendu hommage à l'ancien Bafana Bafana. 

## Statistiques

### Buts internationaux
| But | Date             | Lieu                                                    | Adversaire | Score | Compétition                             |
| --- | ---------------- | ------------------------------------------------------- | ---------- | ----- | --------------------------------------- |
| 1   | 11 juillet 1992  | FNB Stadium, Johannesburg, Afrique du Sud               | Cameroun   | 2–2   | Amical                                  |
| 2   | 24 octobre 1992  | FNB Stadium, Johannesburg, Afrique du Sud               | Congo      | 1–0   | Qualifications à la coupe du monde 1994 |
| 3   | 25 juillet 1993  | Sir Aneroid Jugnauth Stadium, Belle Vue Maurel, Maurice | Maurice    | 3–0   | Qualifications à la CAN 1994            |
| 4   | 24 avril 1994    | Mmabatho Stadium, Mmabatho, Afrique du Sud              | Zimbabwe   | 1–0   | Amical                                  |
| 5   | 4 septembre 1994 | Stade municipal de Mahamasina, Antananarivo, Madagascar | Madagascar | 1–0   | Qualifications à la CAN 1996            |
| 6   | 15 octobre 1994  | Odi Stadium, Mabopane, Afrique du Sud                   | Maurice    | 1–0   | Qualifications à la CAN 1996            |
| 7   | 13 janvier 1996  | FNB Stadium, Johannesburg, Afrique du Sud               | Cameroun   | 3–0   | CAN 1996                                |
| 8   | 24 avril 1996    | FNB Stadium, Johannesburg, Afrique du Sud               | Brésil     | 2–3   | Amical                                  |
| 9   | 9 novembre 1996  | FNB Stadium, Johannesburg, Afrique du Sud               | Zaïre      | 1–0   | Qualifications à la coupe du monde 1998 |
| 10  | 27 avril 1997    | Stade Municipal, Lomé, Togo                             | Zaïre      | 2–1   | Qualifications à la coupe du monde 1998 |
| 11  | 24 mai 1997      | Old Trafford, Manchester, Angleterre                    | Angleterre | 1–2   | Amical                                  |
| 12  | 8 juin 1997      | FNB Stadium, Johannesburg, Afrique du Sud               | Zambie     | 3–0   | Qualifications à la coupe du monde 1998 |
| 13  | 16 août 1997     | FNB Stadium, Johannesburg, Afrique du Sud               | Congo      | 1–0   | Qualifications à la coupe du monde 1998 |
| 14  | 24 janvier 1998  | Independence Stadium, Windhoek, Afrique du Sud          | Namibie    | 2–3   | Coupe COSAFA 1998                       |
| 15  | 23 janvier 1999  | King George V Stadium, Curepipe, Maurice                | Maurice    | 1–1   | Qualifications à la CAN 2000            |
| 16  | 27 février 1999  | Odi Stadium, Mabopane, Afrique du Sud                   | Gabon      | 4–1   | Qualifications à la CAN 2000            |
| 17  | 16 décembre 2000 | FNB Stadium, Johannesburg, Afrique du Sud               | Liberia    | 2–1   | Qualifications à la CAN 2002            |
| 18  | 25 février 2001  | Chichiri Stadium, Blantyre, Malawi                      | Malawi     | 2–1   | Qualifications à la coupe du monde 2002 |

## Palmarès

### En équipe d'Afrique du Sud
- 58 sélections et 18 buts entre 1992 et 2001
- Vainqueur de la Coupe d'Afrique des Nations en 1996